# 查尔斯·杜马
查尔斯·杜马（英語：Charles Dumas，1937年2月12日—2004年1月5日），美国男子田径运动员，主攻跳高。他曾代表美国参加1956年和1960年夏季奥林匹克运动会田径比赛，获得一枚金牌。